# 許效舜
許效舜（1962年7月19日—），臺灣男藝人、主持人、喜劇演員，暱稱舜子，生於基隆市暖暖區，畢業於臺灣省立基隆高級海事職業學校與開南大學健康照顧技術碩士班，中華民國憲兵義務役退伍，法警出身，後從公職轉戰演藝界，與搭檔夥伴暨師父澎恰恰合作多年，兩人的代表作為《鐵獅玉玲瓏》相關系列，也是兩人演藝事業的顛峰之作。許效舜提拔的藝人有九孔、白雲、NONO、洪都拉斯、黃鐙輝、馬國畢和蜆仔等人。

## 演藝生涯
1982年在中華民國憲兵服役，期間亦曾加入中國國民黨，直至1984年退伍，同時也不再參與黨務。1984年開始，許效舜曾在臺灣基隆地方法院擔任法警五年，工作期間考上華視編劇班，加入基隆話劇社，報考蘭陵劇坊演員訓練班，也在電視台當二、三線演員。
1985年，許效舜接到第一個電視節目通告，擔任台視連續劇《江湖夜雨十年燈》的臨時演員。1989年，許效舜在蘭陵劇坊三位創辦人之一的金士傑引薦之下，進入電視製作人王偉忠製作的華視綜藝節目《連環泡》演出短劇單元《中國電視史》之《軍教篇》（扮演一個傻兵）而走紅，並同時請辭法警、離開公職。
1990年，許效舜首度主持綜藝節目《連環泡》。1994年至1995年間，許效舜開始培養新進藝人接秀，當時許練習製造道具、編劇、美術等項目一手包辦，進一步強化成為一代笑匠的基礎。許效舜成名前期由王偉忠大力相助，至「石頭家族」成立前，許已成為獨當一面的諧星與主持人。
1999年，許效舜與搭檔夥伴暨師父與澎恰恰在三立台灣台攜手主持的《鐵獅玉玲瓏》大受歡迎，熱潮延續到2002年。由於《鐵獅玉玲瓏》的成功，許效舜乘勢而起，在2001年2月24日與馬世莉為首，帶領一眾子弟兵（主要是1988年《連環泡》內的演員）成立「石頭家族」，在台北市市民大道設立「歡樂石族」公司作為家族總部（曾出現於中視《歡喜玉玲龍》的整人特別企劃）。「石頭家族」主攻搞笑綜藝表演和節目，旗下成員有洪都拉斯、白雲、郭子乾、九孔、馬國畢、楊麗音、高明偉、陳為民、江冠宏、羅敏瑜、王彩樺、何妤玟、于緁、張芯瑜、黃鐙輝等人。歡樂石族公司下轄經紀部、編劇組、製作組等部門，石頭家族亦在綜藝節目的收視表現上頗受好評，家族成員主要在三立台灣台《黃金夜總會》演出。
2002年5月，許效舜與家族成員離開三立電視、跳槽MUCH TV，投入MUCH TV午間時段節目《台灣樂麗屋》；然而同年10月《台灣樂麗屋》停播，「石頭家族」往後因此缺乏固定舞台。至2005年11月26日，「石頭家族」旗下藝人的合約正好約滿到期時，許效舜以解除合約、各奔前程為由解散家族，名噪一時的「石頭家族」正式宣告解散。
2010年9月，許效舜開始在基隆市崇右技術學院（今崇右影藝科技大學）教授「劇場實務」課程（通識課程），得到眾多教師與學生的肯定。2011年初與年中，許效舜演出兩部音樂劇受到不少校內人員讚賞。2012年3月起，許擔任該校影視傳播系助理教授。2015年，許效舜與澎恰恰及友人陳偉昌共同成立「鐵人文創」娛樂公司，致力發展台灣影視產業，培養演藝圈人才，鐵人文創後於2019年2月轉型為吉聯數位娛樂公司，提供線上遊戲平台方案服務。
2022年6月，許效舜取得開南大學健康管理研究所之健康照護技術碩士學位，並以該班第一名畢業，獲該校智育獎。
2024年，以《超級夜總會》獲得第59屆金鐘獎綜藝節目主持人獎。

## 個人生活
許效舜自幼生長於台灣基隆市暖暖區。父親許義隆曾任中國國民黨籍資深基隆市議員；母親楊美鳳於2004年因肝癌逝世；祖父許朝宗曾任臺灣鐵路管理局八堵車站副站長為為二二八八堵車站事件受難者。
1992年，許效舜與李優君結婚，曾被外界稱為「美女與野獸」的婚姻。
- 1995年，兩人生下女兒。
- 2001年，李優君與女兒移民加拿大。
- 2005年8月4日，因夫妻生活觀念不同，兩人感情轉淡。《台灣蘋果日報》誤報李優君過世消息，被女方認為是許效舜惡意造謠中傷。
- 2006年3月14日，兩人離婚，許的演藝事業亦走下坡。
- 2010年1月，許效舜被李優君指控未支付贍養費，當時的許效舜靠副業維生，經濟狀況不佳[6]。

2011年，許效舜梅開二度，與後來交往的女友陳愉結婚，後一子一女陸續誕生。
許效舜篤信佛教，亦有收藏住家附近大小珍奇石頭的習慣，從對家族與祖家店鋪的命名突顯他對石頭的熱愛。2006年6月，許效舜在基隆市暖暖區東勢街開設「舜子的家—石頭族茶棧」，替人算命。
2016年起，許效舜獲聘為京都府文化觀光大使。
2019年5月底，許效舜在節目錄影前的記者聯訪時透露有意參加111年九合一選舉基隆市市長；至2020年5月底，許效舜獲台灣民眾黨邀請在地方政治研習之基隆場演講時透露「不排除與任何政黨合作」，至2021年7月19日，許效舜出席公開活動時宣布放棄考慮參選基隆市長。
2022年6月，許效舜自開南大學的健康照顧技術碩士班畢業。

## 影視作品

### 節目主持
- 目前主持

| 頻道       | 節目           |
| 三立台灣台 | 《超級夜總會》 |
| 東森超視   | 《效廉出發吧》 |

- 經歷主持

| 頻道           | 節目                                   |
| 台視           | 《週末晚點名》                         |
| 台視           | 《醜人俱樂部》                         |
| 台視           | 《台灣強強滾》                         |
| 台視           | 《綜藝大順利》                         |
| 台視           | 《台視群星會》                         |
| 台視           | 《天天樂翻天》（助理主持）             |
| 台視           | 《卡拉永遠OK》                         |
| 台視           | 《臺灣強強滾~ 金玉滿堂花開富貴》       |
| 中視           | 《歡樂傳真》                           |
| 中視           | 《娛樂星聞 小燕有約》                  |
| 中視           | 《誰來開口》                           |
| 中視           | 《紅白勝利》                           |
| 中視           | 《歡喜玉玲龍》                         |
| 中視           | 《週日玉玲龍》                         |
| 中視           | 《綜藝OK棒》                           |
| 中視           | 《戀愛OK棒》                           |
| 中視           | 《愛情萬萬歲》                         |
| 中視           | 《2010高雄縣感恩祈福跨年晚會》         |
| 中視           | 《綜藝大哥大》之〈黑白郎君黑白講〉單元 |
| 中視           | 《筆記台灣》                           |
| 中視           | 《沒玩沒了》                           |
| 華視           | 《連環泡》                             |
| 華視           | 《綜藝萬花筒》                         |
| 華視           | 《歡樂周末派》                         |
| 華視           | 《紅白勝利》                           |
| 華視           | 《百戰百勝》                           |
| 華視           | 《電視俱樂部》                         |
| 華視           | 《無敵星期六》                         |
| 民視           | 《歡喜就好》                           |
| 民視           | 《辣妹向前衝》                         |
| 民視           | 《王牌攝影棚》                         |
| 民視           | 《雙喜俱樂部》（短劇演出）             |
| 博新一台       | 《現象追蹤點》                         |
| 衛視中文台     | 《台灣發明王》                         |
| 衛視中文台     | 《喂～是在搞什麼鬼！》                 |
| 衛視中文台     | 《歡樂幸運星》（代班主持）             |
| 衛視中文台     | 《旅行應援團》                         |
| 衛視中文台     | 《瘋神無雙》                           |
| 東森綜合台     | 《布魯樂翻天》                         |
| 東森綜合台     | 《花甲少年趣旅行》                     |
| 三立台灣台     | 《石頭族樂園》                         |
| 三立台灣台     | 《黃金夜總會》                         |
| 三立台灣台     | 《鐵獅玉玲瓏》                         |
| 三立台灣台     | 《在台灣的故事》                       |
| 大地電視台     | 《電視笑話冠軍》                       |
| 緯來綜合台     | 《笑彈總動員》                         |
| 緯來綜合台     | 《電視笑話冠軍》                       |
| 緯來綜合台     | 《愛喲我的媽》                         |
| MUCH TV        | 《台灣樂麗屋》                         |
| MUCH TV        | 《婆婆媽媽發財車》                     |
| 東風衛視       | 《無敵鐵金鋼》                         |
| 高點電視台     | 《全民大卡拉》                         |
| 中天綜合台     | 《笑林練舞功》                         |
| 麥卡貝網路頻道 | 《周五兩光秀》                         |
| 東森超視       | 《請問 今晚住誰家》                    |

### 戲劇作品

#### 電視劇與網路劇
| 年份   | 頻道       | 劇名                  | 角色            |
| 1985年 | 台視       | 《江湖夜雨十年燈》    |                 |
| 1995年 | 中視       | 《媽祖拜觀音》        | 順風耳          |
| 1995年 | 中視       | 《今夜作夢也會笑》    | 吳東平          |
| 2002年 | 民視       | 《親戚不計較》        | 特別客串859~860 |
| 2003年 | 中視       | 《我的秘密花園》      | 客串：公車司機  |
| 2003年 | 華視       | 《流星花園Ⅱ》         | 傻哥            |
| 2004年 | 中視       | 《我們兩家都是人》    |                 |
| 2005年 | 三立台灣台 | 《鳥來伯與十三姨》    |                 |
| 2005年 | 東森綜合台 | 《好美麗診所》        |                 |
| 2006年 | 東森綜合台 | 《艾曼紐要怎樣》      |                 |
| 2006年 | 東森綜合台 | 《麻辣一家親》        | 曾國棟          |
| 2007年 | 華視       | 《親親小爸》          | 洪芋頭          |
| 2008年 | 台視       | 《懷玉傳奇 千金媽祖》 | 許孝順          |
| 2008年 | 衛視中文台 | 《黑糖群俠傳》        | 周大通          |
| 2009年 | 八大第一台 | 《青春歌仔》          |                 |
| 2011年 | 安徽衛視   | 《幸福一定強》        | 潘父            |
| 2011年 | 公視       | 《愛在桐花紛飛時》    | 鄭雲山          |
| 2014年 | TVBS歡樂台 | 《俏摩女搶頭婚》      | 錢樹德          |
| 2014年 | 樂視網     | 《光環之后》          | 舜哥            |
| 2014年 | 樂視網     | 《PMAM美好偵探社》    | 麵攤老闆        |
| 2016年 | 台視       | 《加油！美玲》        | 算命師          |
| 2016年 | 台視       | 《幸福不二家》        | 客串：餐廳店長  |

#### 電影
| 年份   | 片名                       | 角色           |
|        | 《成功嶺2：全面出擊》      |                |
|        | 《梅珍》                   |                |
|        | 《鄭進一的鬼故事》         |                |
| 1994年 | 《新烏龍院》               | 戲中戲導演     |
| 1996年 | 《狗蛋大兵》               | 瘋子軍官       |
| 1997年 | 《超級三等兵》             | 清潔阿婆       |
|        | 《小鬼遇到兵》             | 駐防軍官       |
| 1997年 | 《忍者兵》                 | 綁架大將       |
| 2004年 | 《五月之戀》               |                |
| 2007年 | 《練習曲》                 |                |
|        | 《小溫馨》                 |                |
| 2013年 | 《天后之戰》               | 朱雙火         |
| 2013年 | 《世界第一麥方》           | 沙鹿麵包店老闆 |
| 2014年 | 《鐵獅玉玲瓏1》            | 林隆           |
| 2015年 | 《鐵獅玉玲瓏2》            | 舜哥           |
| 2015年 | 《我們全家不太熟》         |                |
| 2017年 | 《痴情男子漢》             | 陳有力         |
| 2023年 | 《我的婆婆怎麼把OO搞丟了》 | 按摩師         |
| 2025年 | 《NO GOOD！歐吉桑》        |                |

#### 音樂劇
- 音樂時代劇場《隔壁親家》

#### 網路短片
| 年份 | 劇名           | 角色 | 備註                                       |
| ---- | -------------- | ---- | ------------------------------------------ |
|      | 《歷史玉玲瓏》 |      | 國立歷史博物館《數位典藏成果體驗網》宣傳片 |

### 音樂作品

#### 專輯與合輯
| 年份          | 專輯名稱                      | 唱片公司                             | 曲目 |
| ------------- | ----------------------------- | ------------------------------------ | --- |
| 1991年2月     | 《三口組Ⅰ》合輯《逍遙甲自在》 | 滾石唱片                             | 曲目 1. 朋友歌 2. 小姐等一下 3. 逍遙甲自在 4. 愛我V.S愛他 5. 各走各的路 6. 開車大吉 7. 行喔,來去喔 8. 愛情十字路口 9. 電話公司有問題 10. 戀曲21 11. 朋友歌 |
| 1991年9月     | 《三口組Ⅱ》合輯《新生活運動》 |                                      | 曲目 1. 新生活运动 2. 午后狂想曲 3. 满天星 4. 关于她的二三事 5. 这样的人生 6. 小叮当 7. 历史上的泡泡 8. 上帝也抓狂 9. 后会有期 10. 新生活运动              |
| 1996年        | 《憨愿頭》                    |                                      | 曲目 1. 憨愿頭 2. 查埔查某 3. 本份 4. 每一個黃昏 5. 孤孤我一個 6. 一台腳踏車 7. 永遠的愛 8. 已經無必要 9. 路邊的路燈 10. 思思念念                          |
| 2000年7月26日 | 《口白歪歌系列2 簡簡單單》    | 大信唱片                             | |
| 2003年4月9日  | 鄭進一、許效舜《樂透狂想曲》  | 艾迪昇傳播／金炮／全員集合國際多媒體 | 曲目 1. 乐透狂想曲 2. 难忘 3. 不知 4. 英雄 5. 几轮 6. Good bye my love 7. 贼星注败 8. Oh人客 9. 算命歌 10. 不老的爸爸 11. 夜半琴诗                         |
| 2012年        | 《阿嬤！妳是我的寶貝》        | 美樂帝唱片                           | |

### 書籍作品
| 年份               | 書名                     | 作者     | 出版社   | ISBN            |
| ------------------ | ------------------------ | -------- | -------- | --------------- |
| 1992年7月1日初版   | 《同花大舜》             | 許效舜著 | 希代書版 | ISBN 9575441958 |
| 1995年11月1日初版  | 《許效舜說鬼比較順》     | 許效舜著 | 精美出版 | ISBN 957716384X |
| 1998年9月1日初版   | 《舜李成章》             | 許效舜著 | 希代書版 | ISBN 9578112572 |
| 1998年12月12日初版 | 《磊跡：舜子詩畫筆記書》 | 許效舜著 | 高談文化 | ISBN 9579806608 |
| 2001年8月初版      | 《石頭舜子玉玲瓏》       | 張雅雅著 | 時報文化 | ISBN 9571334340 |

## 廣告代言
- 1980年三陽工業「三陽機車」
- 1996年成元興業「怡親安嬰兒紙尿褲」
- 1999年史克美占「普拿疼」
- 2001年台灣菸酒公司「玉山高粱」
- 2001年統一企業「統一麵」蔥燒牛肉麵
- 2001年真口味食品「古道杭菊普洱茶」
- 2023年奕樂科技「包你發娛樂城」

## 獎項紀錄
| 年份   | 獲提名       | 獎項                                       | 結果 |
| ------ | ------------ | ------------------------------------------ | ---- |
| 2001年 | 歡喜玉玲瓏   | 第36屆金鐘獎綜藝節目主持人獎               | 提名 |
| 2001年 | 黃金夜總會   | 第36屆金鐘獎綜藝節目主持人獎               | 提名 |
| 2001年 | 無敵星期六   | 第36屆金鐘獎娛樂諧趣節目主持人獎           | 提名 |
| 2002年 | 歡喜玉玲瓏   | 第37屆金鐘獎歌唱音樂綜藝節目主持人獎       | 提名 |
| 2012年 | 超級夜總會   | 第47屆金鐘獎綜藝節目主持人獎               | 獲獎 |
| 2014年 | 超級夜總會   | 第49屆金鐘獎綜藝節目主持人獎               | 提名 |
| 2018年 | 瘋神無雙     | 第53屆金鐘獎綜藝節目主持人獎               | 提名 |
| 2020年 | 瘋神無雙     | 第55屆金鐘獎綜藝節目主持人獎               | 提名 |
| 2020年 | 在台灣的故事 | 第55屆金鐘獎自然科學及人文紀實節目主持人獎 | 提名 |
| 2024年 | 超級夜總會   | 第59屆金鐘獎綜藝節目主持人獎               | 獲獎 |

## 外部連結
- 許效舜的筍絲團的Facebook專頁
- YouTube上的許效舜HHS頻道
- 許效舜的Instagram帳戶
- 許效舜的新浪微博
- 許效舜在互联网电影资料库（IMDb）上的資料（英文）
- 在AllMovie上許效舜的頁面（英文）
- 許效舜在香港影庫上的簡介
- 許效舜在豆瓣上的资料（简体中文）
- 許效舜在时光网上的簡介（简体中文）